# Santa Maria de Sant Serni
Santa Maria és l'església parroquial del nucli de Sant Serni, del municipi de Torà, a la comarca del Solsonès. És un monument inclòs a l'Inventari del Patrimoni Arquitectònic de Catalunya. Documentada ja al 805, durant els segles posteriors passà de propietari en propietari fins al darrer, el bisbat de Solsona.

## Arquitectura

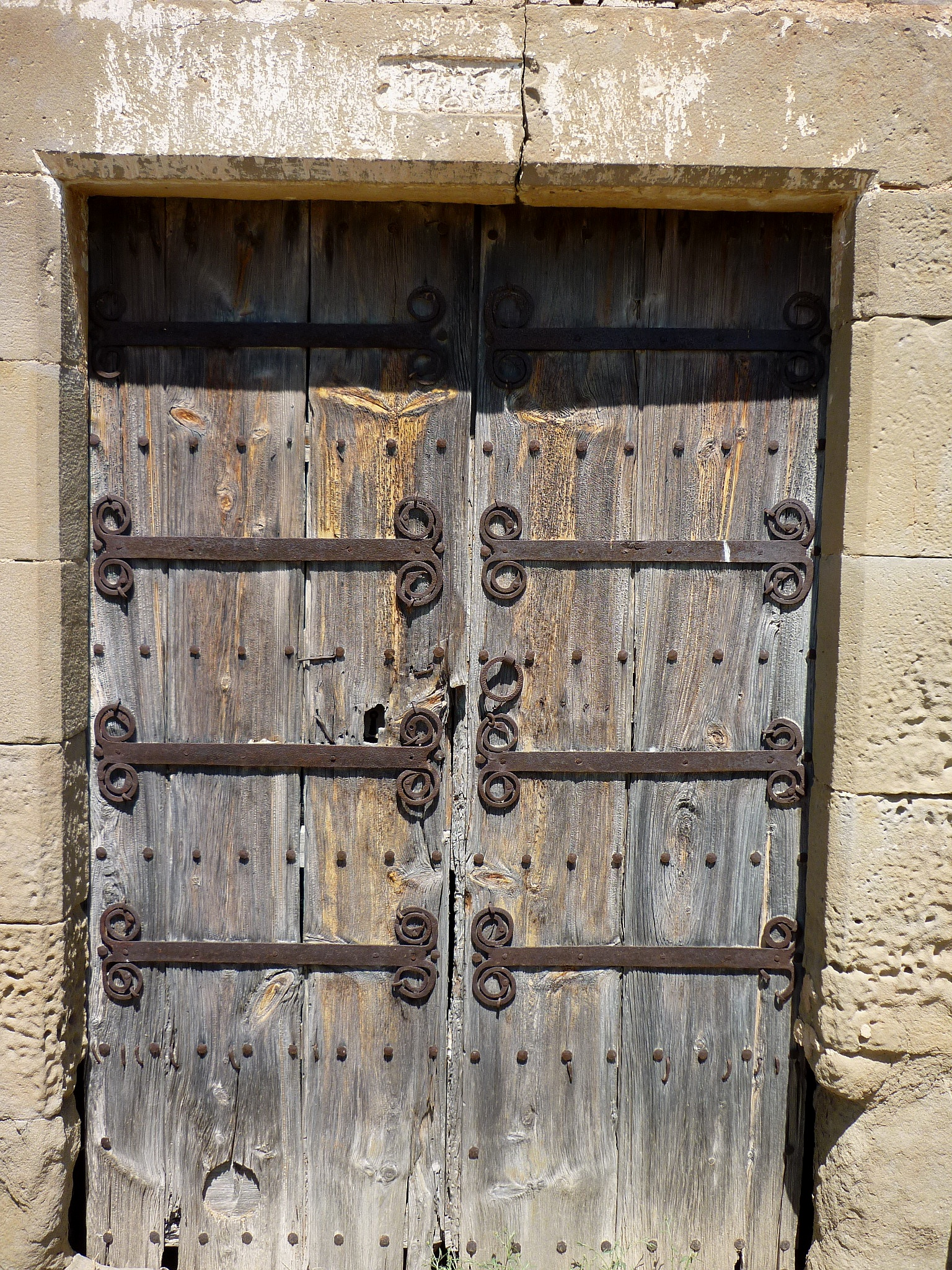
Ferramenta de la porta

Edifici que ha sofert diverses modificacions al llarg dels segles, canviant el seu aspecte inicial romànic. S'hi accedeix per unes escales que donen amb un espai enllosat. De la primitiva construcció romànica, d'una sola nau, només se'n conserva la paret del primitiu frontis i una part del mur nord-est. L'actual edifici és fruit d'una reforma i ampliació, realitzada cap al 1764, consistent en l'obertura de quatre capelles laterals, la construcció del cor i la volta de canó amb llunetes. Com a elements destacables, la reixa de ferro forjat que tanca una de les capelles laterals, els travessers de ferro forjat de la porta d'entrada i una estela discoïdal encastada en un mur lateral. Davant la façana, en el fossar, s'observa un petit altar per beneir el terme. L'entrada principal està en el mur sud-est, és una entrada rectangular amb llinda de pedra (amb data de 1764 inscrita) i porta de fusta de doble batent. A sobre hi ha una petita fornícula on hi ha una imatge de Sant Sadurní. A la part posterior de la façana hi ha un ull de bou circular. Al mur nord-est hi ha una petita obertura. Al mur nord-oest hi ha una finestra geminada. El campanar és de planta quadrada, a la part superior té quatre obertures d'arc de mig punt i culmina amb una cornisa i una balustrada rematada per quatre esferes als extrems.